# Адельгейда Шаумбург-Ліппська (1821—1899)
Адельгейда Крістіна Юліана Шарлотта Шаумбург-Ліппська (нім. Adelheid zu Schaumburg-Lippe, 9 березня 1821 — 30 липня 1899) — принцеса Шаумбург-Ліппська з дому Ліппе, донька князя Шаумбург-Ліппського Георга Вільгельма та принцеси Вальдек-Пірмонтської Іди Кароліни, дружина герцога Шлезвіг-Гольштейн-Зондербург-Глюксбурзького Фрідріха.

## Біографія
Адельгейда народилась 9 березня 1821 року у Бюкебурзі третьою дитиною та другою донькою в родині князя Шаумбург-Ліппе Георга Вільгельма та його дружини Іди Кароліни Вальдек-Пірмонтської.
У 20-річному віці Адельгейду пошлюбив принц Фрідріх Шлезвіг-Гольштейн-Зондербург-Глюксбурзький, якому за тиждень виповнювалося 28. Весілля відбулося 16 жовтня 1841 у Бюкебурзі і у шлюбі народилась донька Августа. 1848 подружжя розлучилося. Однак, за шість років знову побралося. Нове вінчання відбулося 7 травня 1854 в Турині. Після народила ще четверо дітей.
Чоловік помер у 1885 році. Адельгейда померла 30 липня 1899 у віці 78 років.

## Родина
Чоловік — Фрідріх Шлезвіг-Гольштейн-Зондербург-Глюксбурзький
Діти:
- Августа (1844—1932) — дружина принца Вільгельма Гессен-Філіпсталь-Бархфельдського, мали єдиного сина;
- Фрідріх Фердинанд (1855—1934) — герцог Шлезвіг-Гольштейн-Зондербург-Глюксбурзький, був одружений з Кароліною Матильдою Шлезвіг-Гольштейн-Зондербург-Аугустенбурзькою, мав шестеро дітей;
- Луїза (1858—1936) — дружина князя Вальдек-Пірмонту Георга Віктора, мала із ним єдиного сина;
- Марія (1859—1941) — абатиса в Ітцехо;
- Альбрехт (1863—1948) — був двічі одружений, мав п'ятеро дітей від обох шлюбів.